# Trelldom
Trelldom es una banda de black metal noruego formada en 1992 en Sunnfjord, Noruega. 

## Historia
Trelldom fue formada en Noruega en 1992 únicamente por Gaahl en Sunnfjord, Norway. El grupo ha editado una demo y tres álbumes de estudio desde entonces. Durante los últimos diez años, los tres únicos componentes el grupo han sido y siguen siendo Gaahl (voces), Sir (bajo) y Valgard (guitarra).

## Miembros
Actuales
- Gaahl (Kristian Eivind Espedal [1) - Vocales (1992-)
- Sir – Bajo (1998-)
- Valgard - Guitarra (1998-)
- Mutt - Batería(1998-)

## Discografía

### Álbumes
- Til Evighet (1995)
- Til et Annet (1998) (Hammerheart)
- Til Minne (2007) (Regain)